# 드라이브 베이

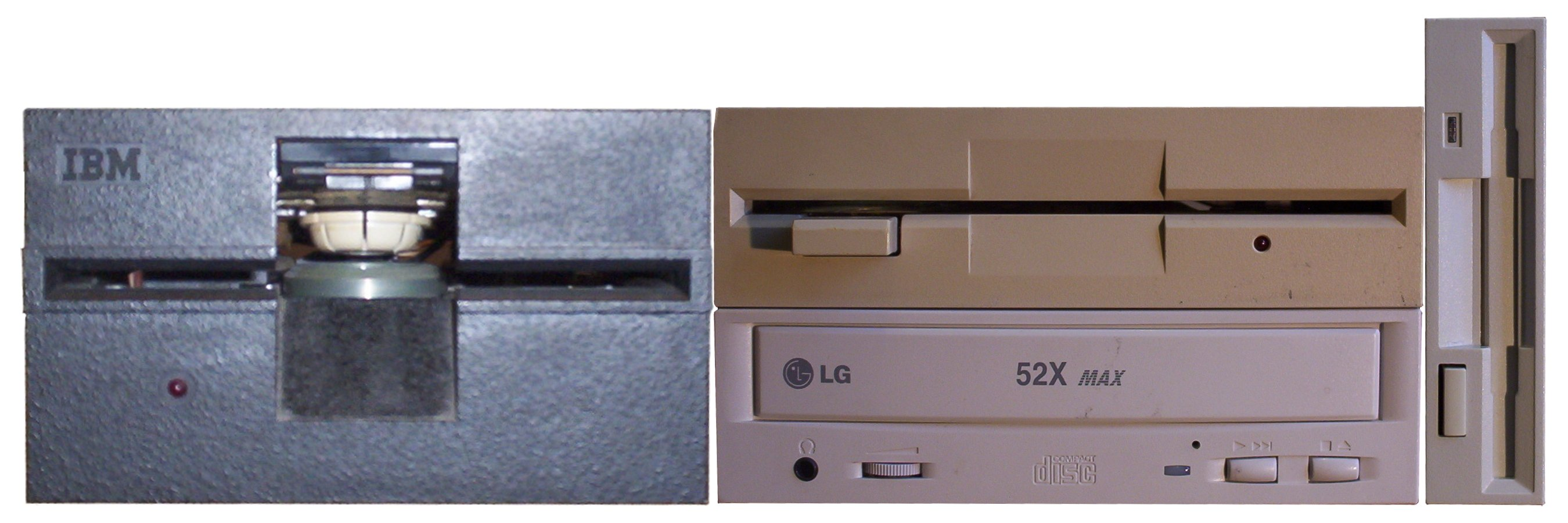
왼쪽부터 오른쪽으로: 풀하이트 5.25인치 드라이브, 2개의 하프하이트 5.25인치 드라이브, 그리고 (옆으로) 3.5인치 드라이브

드라이브 베이(drive bay)는 컴퓨터에 컴퓨터 하드웨어를 추가하기 위한 표준 크기의 공간이다. 대부분의 드라이브 베이는 케이스 내부에 고정되어 있지만, 일부는 분리할 수 있다.
IBM PC가 도입된 이후 수년 동안, IBM PC와 IBM PC 호환기종은 다양한 폼 팩터의 드라이브 베이를 가져왔다. 오늘날에는 5.25인치, 3.5인치, 2.5인치 또는 1.8인치 드라이브 베이의 네 가지 폼 팩터가 일반적으로 사용된다. 이 이름은 베이 자체의 너비가 아니라, 이 베이에 장착되는 드라이브에서 사용되는 디스크의 너비를 의미한다.

## 폼 팩터

### 8.0인치
8.0인치 드라이브 베이는 초기 IBM 컴퓨터, CP/M 컴퓨터, 그리고 TRS-80 모델 II에서 찾아볼 수 있었다. 높이는 4 5⁄8 인치%s, 너비는 9 1⁄2 인치%s, 깊이는 약 14 1⁄4 인치%s였으며, 하드 디스크 드라이브와 플로피 디스크 드라이브에 사용되었다. 이 컴퓨터 폼 팩터는 현재는 구식이다.

### 5.25인치

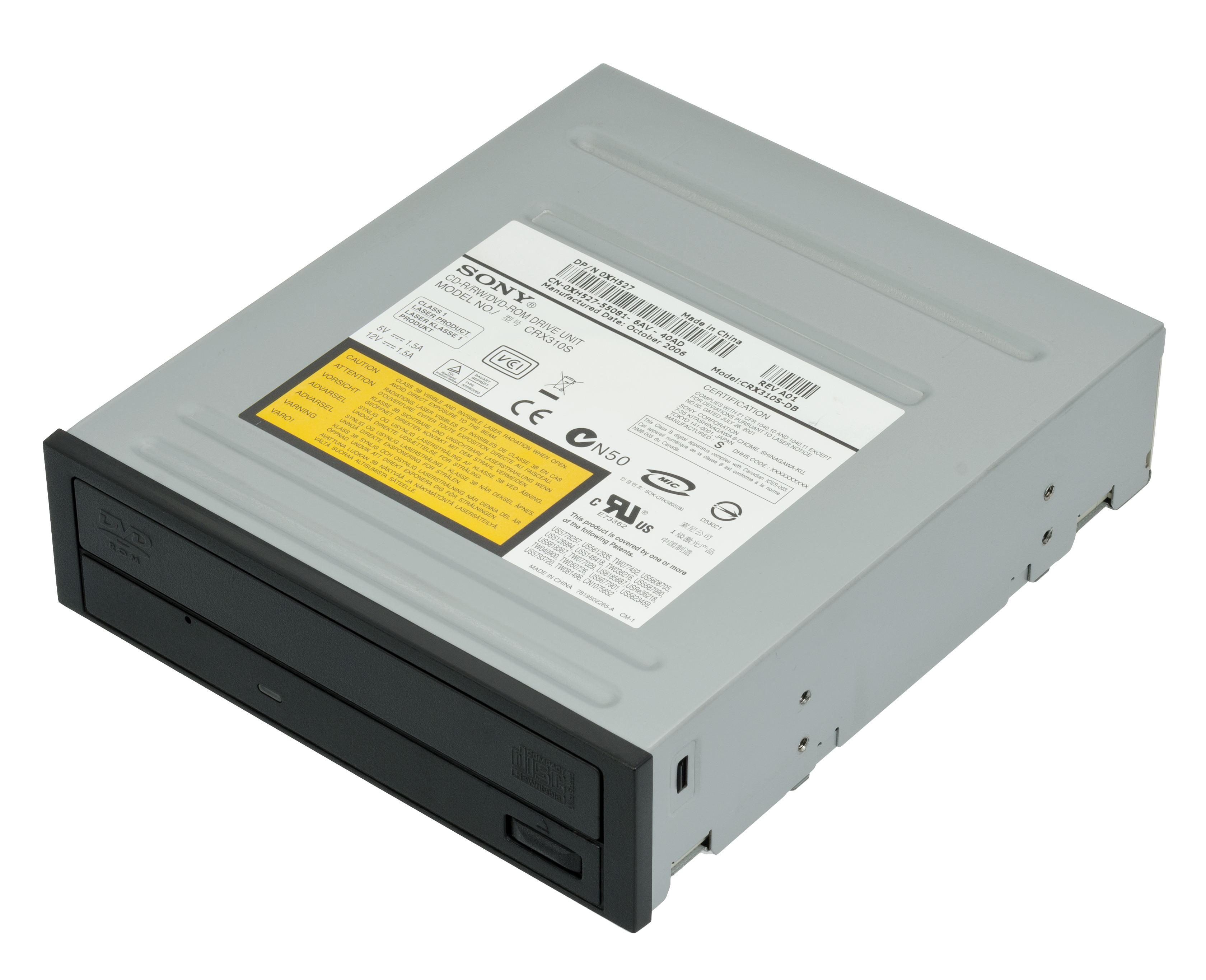
5.25인치 DVD 드라이브

5.25인치 드라이브 베이는 풀하이트와 하프하이트 두 가지 높이 사양으로 나뉜다.
풀하이트 베이는 1980년대 초중반의 구형 IBM PC 호환기종 PC에서 찾아볼 수 있었다. 높이는 3 1⁄4 인치%s, 너비는 5 3⁄4 인치%s, 깊이는 최대 8 인치%s였으며, 주로 하드 디스크 드라이브와 플로피 디스크 드라이브에 사용되었다. 이것은 베이의 내부 (나사로 고정하는) 부분의 크기이며, 전면은 실제로는 5 7⁄8 인치%s이다. 이 너비와 베이 크기 이름의 차이는 이 드라이브에 맞는 플로피 디스크 크기, 즉 5.25인치 너비의 사각형에서 이름을 따왔기 때문이다.
하프하이트 드라이브 베이는 높이 1 5⁄8 인치%s, 너비 5 3⁄4 인치%s이며, 현대 컴퓨터의 CD 및 DVD 드라이브의 표준 하우징이다. 과거에는 하드 디스크 드라이브 (대략 10MB에서 100MB 사이) 및 플로피 디스크 드라이브를 포함하여 다른 용도로도 사용되었다. 종종 5.25인치로 표시되는 이 플로피 디스크 드라이브는 구식이다. 이름에서 알 수 있듯이, 풀하이트 베이 하나에 하프하이트 장치 두 개를 장착할 수 있다.
5.25인치 플로피 드라이브의 치수는 SFF 표준 사양에 명시되어 있으며, 이는 미국 전자 산업 협회 (EIA)에 의해 EIA-741 "Small Form Factor 133.35 mm (5.25 in) Disk Drives 사양"에 통합되었다. 5.25인치 광학 드라이브의 치수는 SFF 표준에 명시되어 있다 (이들은 다소 짧으며, 본체 크기뿐만 아니라 베젤 크기도 표준화되어 있다).

### 3.5인치

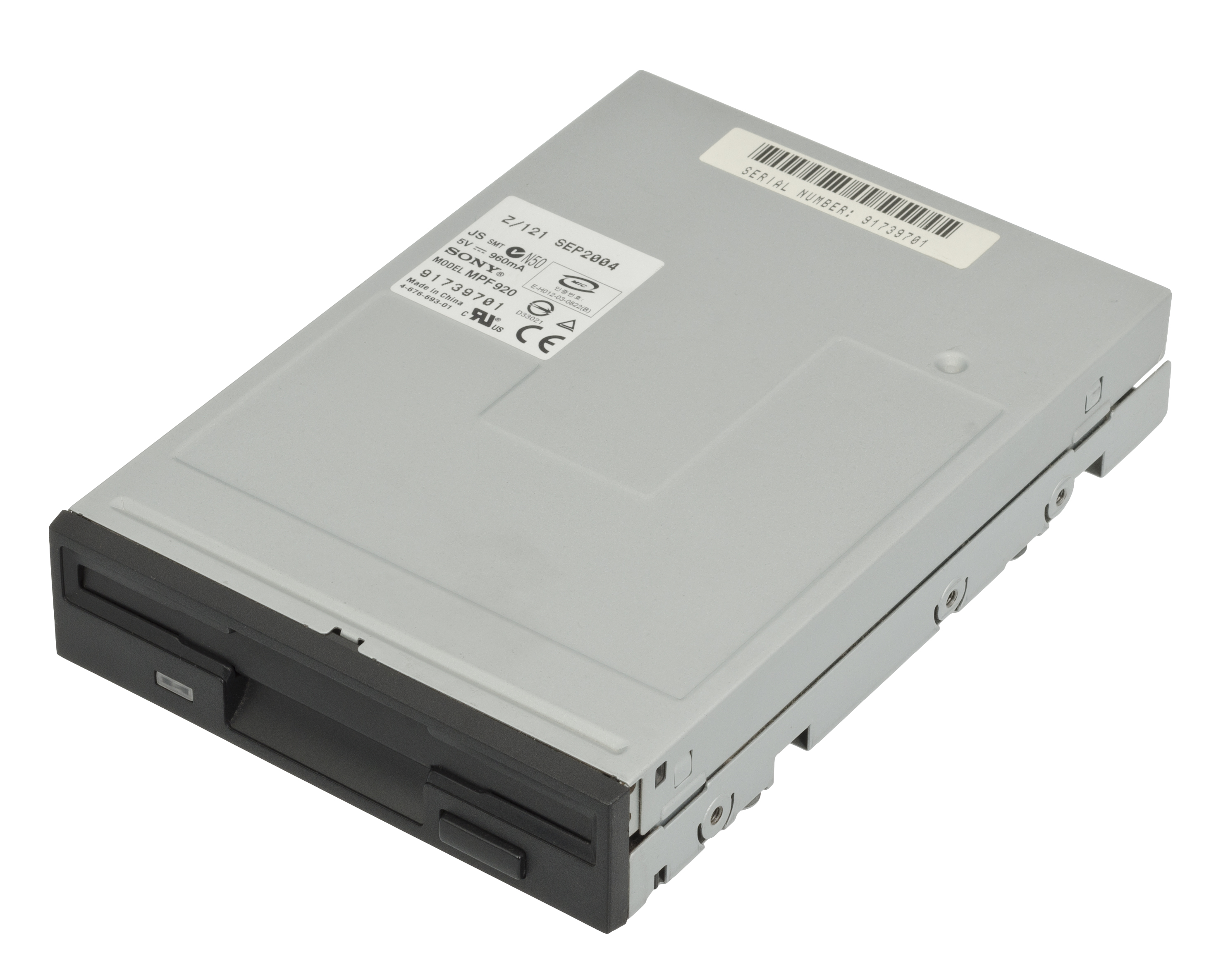
3.5인치 플로피 드라이브

3.5인치 베이는 더 큰 베이와 마찬가지로 플로피 디스켓의 크기에서 이름을 따왔다. 실제 크기는 너비 4 인치%s, 높이 1.028 인치%s이다. 케이스 전면에 개구부가 있는 베이는 일반적으로 플로피 또는 집 드라이브에 사용된다. 현대 컴퓨터의 하드 드라이브는 일반적으로 완전 내부 4″ (명목상 3.5″) 베이에 장착된다. 대부분의 현대 컴퓨터는 플로피 드라이브가 전혀 제공되지 않으며, 외부에서 접근 가능한 3.5″ 베이가 없을 수도 있다. 5.25″ 베이에 3.5″ 장치를 장착하는 데 사용할 수 있는 "슬레드"라고 불리는 어댑터가 있다.
최근에는 스마트카드 및 메모리 카드 리더기, 또는 추가 USB 포트가 있는 패널에 3.5″ 베이를 사용하는 것이 일반화되고 있다. 카드 리더기와 플로피 드라이브, USB 포트가 모두 포함된 3.5″ 드라이브도 사용할 수 있다.
3.5인치 드라이브의 치수는 SFF 표준 사양 SFF-8300 및 SFF-8301에 명시되어 있으며, 이는 미국 전자 산업 협회 (EIA)에 의해 EIA-740 사양에 통합되었다.

### 2.5인치

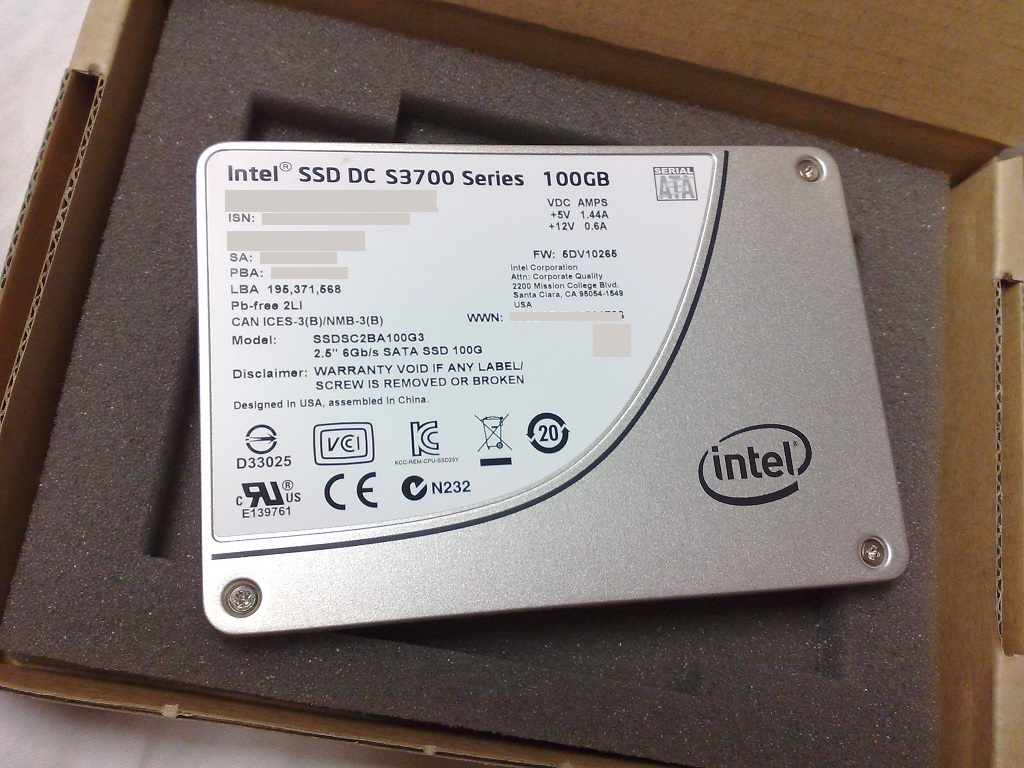
2.5인치 솔리드 스테이트 드라이브 (SSD)

2.5인치 베이의 실제 크기는 너비 2 3⁄4 인치%s, 높이 5 밀리미터%s에서 3⁄4 인치%s 사이, 깊이 3.955 인치%s이다. 그러나 대부분의 노트북은 15mm 사양보다 작은 드라이브 베이를 가지고 있다. 2.5인치 하드 드라이브는 7mm에서 15mm까지 높이가 다양할 수 있다. 두 가지 높이가 두드러지게 나타난다. 9.51mm 크기의 드라이브는 주로 노트북 제조업체에서 사용된다. 2.5인치 벨로시랩터와 일부 고용량 드라이브 (1TB 이상)는 높이가 15mm이다. 15mm 드라이브의 더 큰 높이는 더 많은 플래터를 허용하므로 더 큰 데이터 용량을 가질 수 있다. 많은 노트북 드라이브 베이는 분리 및 교체가 용이하도록 드라이브가 장착되는 분리 가능한 트레이로 설계되어 있다.
2.5인치 드라이브의 치수는 SFF 표준 사양 SFF-8200 및 SFF-8201에 명시되어 있으며, 이는 미국 전자 산업 협회 (EIA)에 의해 EIA-720 사양에 통합되었다.

### 1.8인치
1.8인치 베이는 60mm × 70mm 폼 팩터와 54mm × 78mm 폼 팩터의 두 가지 사양을 가지고 있다. 60mm × 70mm의 실제 크기는 너비 2.75인치, 높이 0.276–0.374인치, 깊이 2.362인치 (69.85mm × 7–9.5mm × 60mm)이다. 54mm × 78mm의 실제 크기는 너비 2.126인치, 높이 0.197 또는 0.315인치, 깊이 3.091인치 (54mm × 5 또는 8mm × 78.5mm)이다. 이 드라이브는 게임 시스템 추가 기능 등을 포함한 소형 장치에 사용되었다.
1.8인치 드라이브의 치수는 SFF 표준 사양 SFF-8111 및 SFF-8120에 명시되어 있으며, 이는 미국 전자 산업 협회 (EIA)에 의해 EIA-720 사양에 통합되었다.

## 사용법
드라이브 베이는 디스크 드라이브를 저장하는 데 가장 일반적으로 사용되지만, 전면 USB 포트, I/O 베이, 카드 리더, 팬, 팬 컨트롤러, RAID 컨트롤러, 도구 보관 및 기타 용도로도 사용할 수 있다. 일부 컴퓨터에는 드라이브 베이에 장착된 작은 시스템 모니터 LCD가 있다.
베이에 드라이브를 설치할 때는 일반적으로 드라이브를 베이에 고정하는 4개의 나사로 고정하지만, 도구가 필요 없는 패스너가 더 흔해지고 있다. 그런 다음 필요한 전원, 데이터 전송 및 기타 케이블이 드라이브 후면으로 연결된다. 드라이브 베이는 일반적으로 드라이브가 들어갈 만큼 충분히 크다. 컴퓨터 마더보드에는 12V 레일이 있으므로 일부 컴퓨터 애호가 웹사이트에서는 자동차에서 전원을 공급받도록 만들어진 장치를 충전하거나 전원을 공급하기 위한 시가 라이터 소켓 추가 기능을 판매하기도 하지만, 휴대용 미디어 플레이어 및 휴대 전화와 같은 장치를 충전하기 위해 USB가 이미 제공되고 있다.
마더보드나 전원 공급 장치에 전혀 연결되지 않는 드라이브 베이 호환 컴퓨터 케이스 액세서리도 흔하며, 작은 보관 서랍이나 심지어 컵 홀더도 있다.

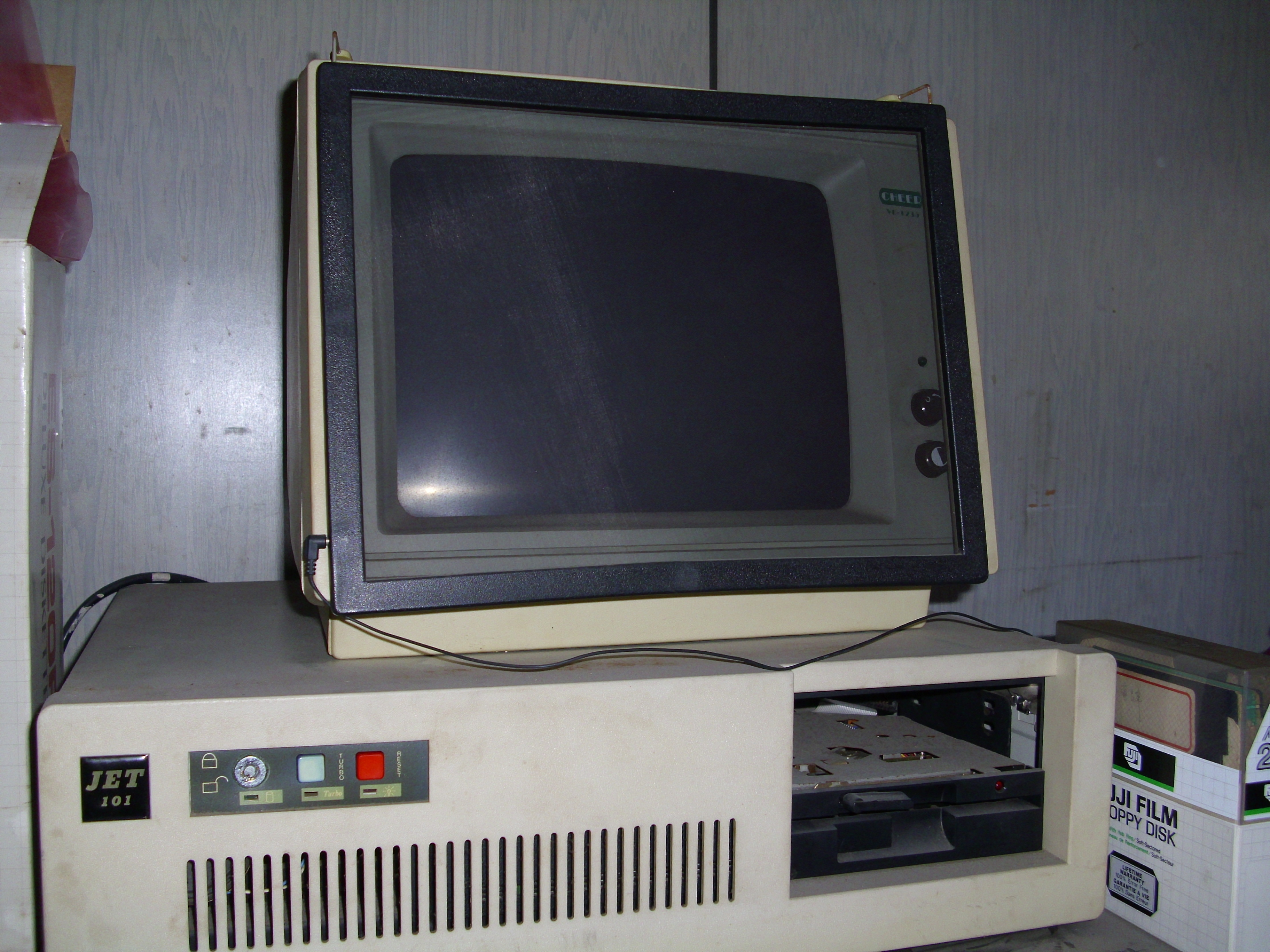
1980년대 화이트박스 IBM PC 호환기종에 하프하이트 5.25인치 플로피 드라이브가 포함된 풀하이트 5.25인치 드라이브 베이 하나[a]
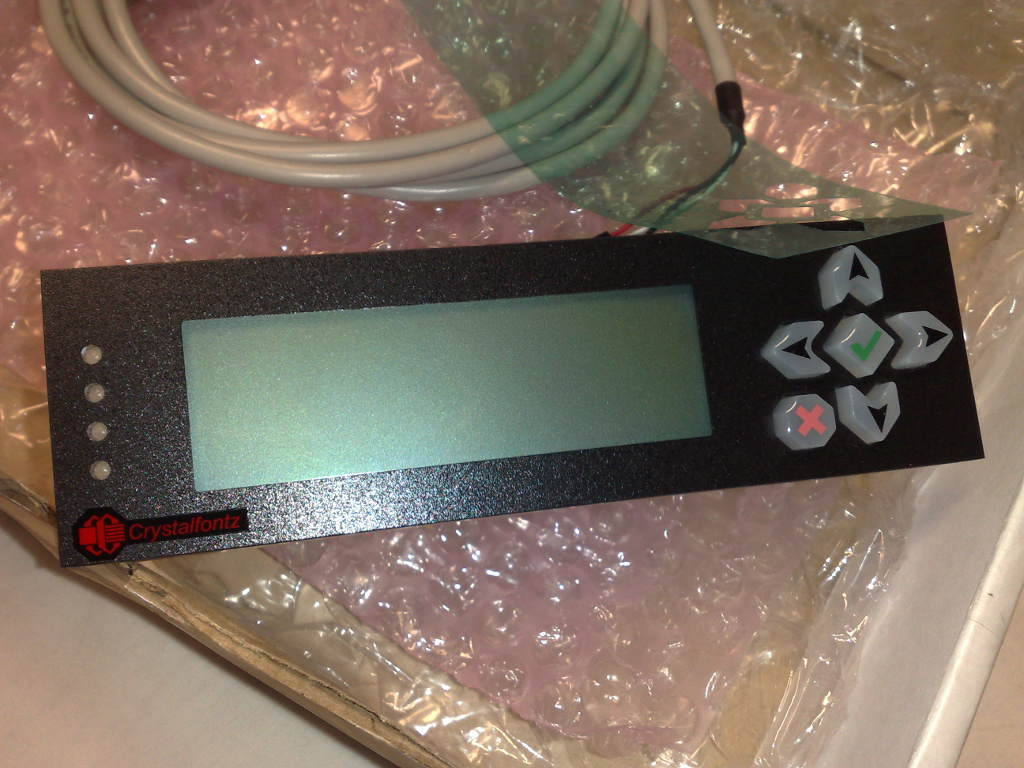
크리스탈폰츠 CFA-635, 5.25인치 베이 LCD (전면도)
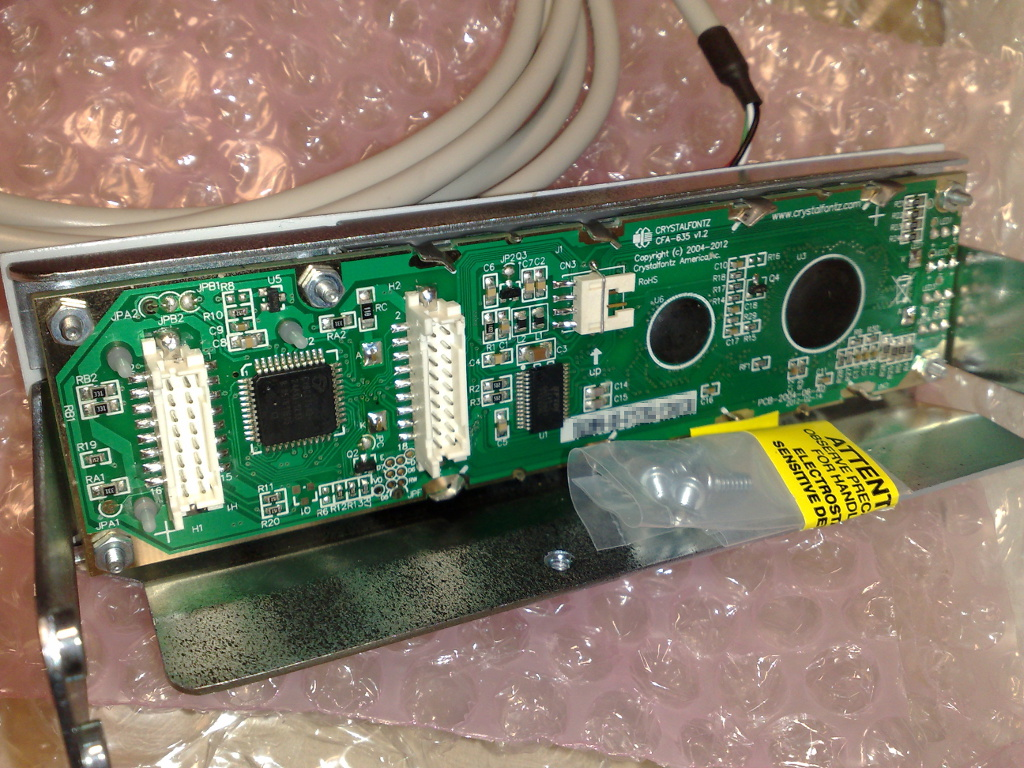
크리스탈폰츠 CFA-635, 5.25인치 베이 LCD (후면도)
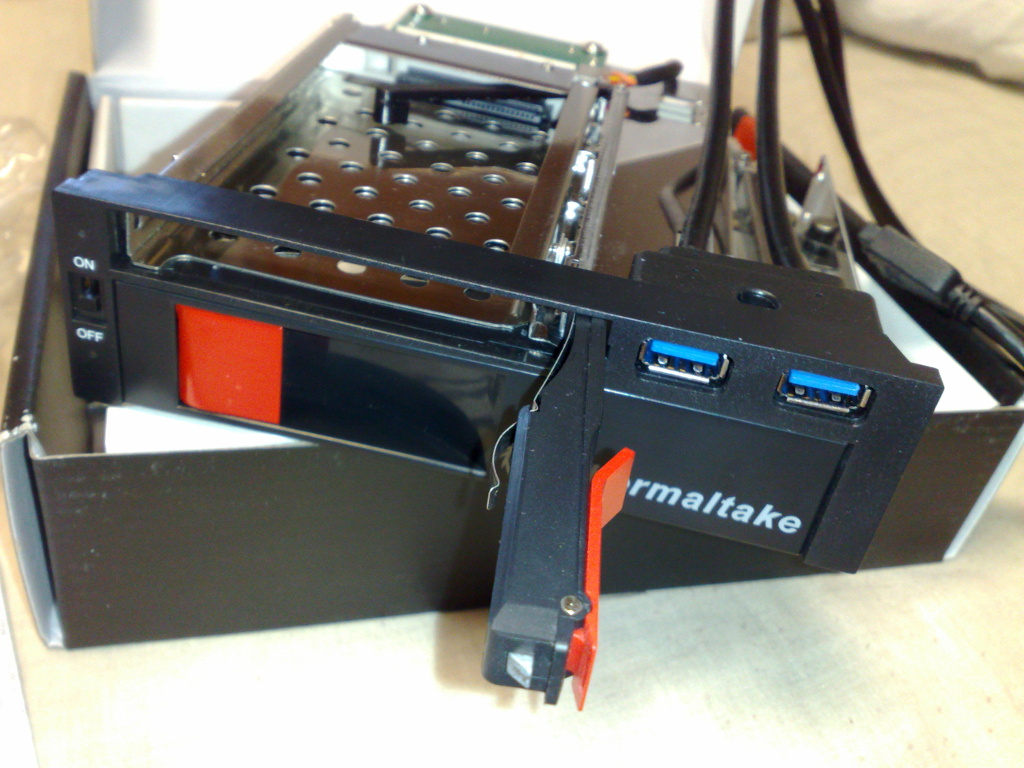
듀얼 HDD 랙, 2.5인치 및 3.5인치 SATA HDD를 동시에 수용할 수 있는 5.25인치 베이 장치로 제작되었으며, 두 개의 추가 USB 3.0 포트가 있다.
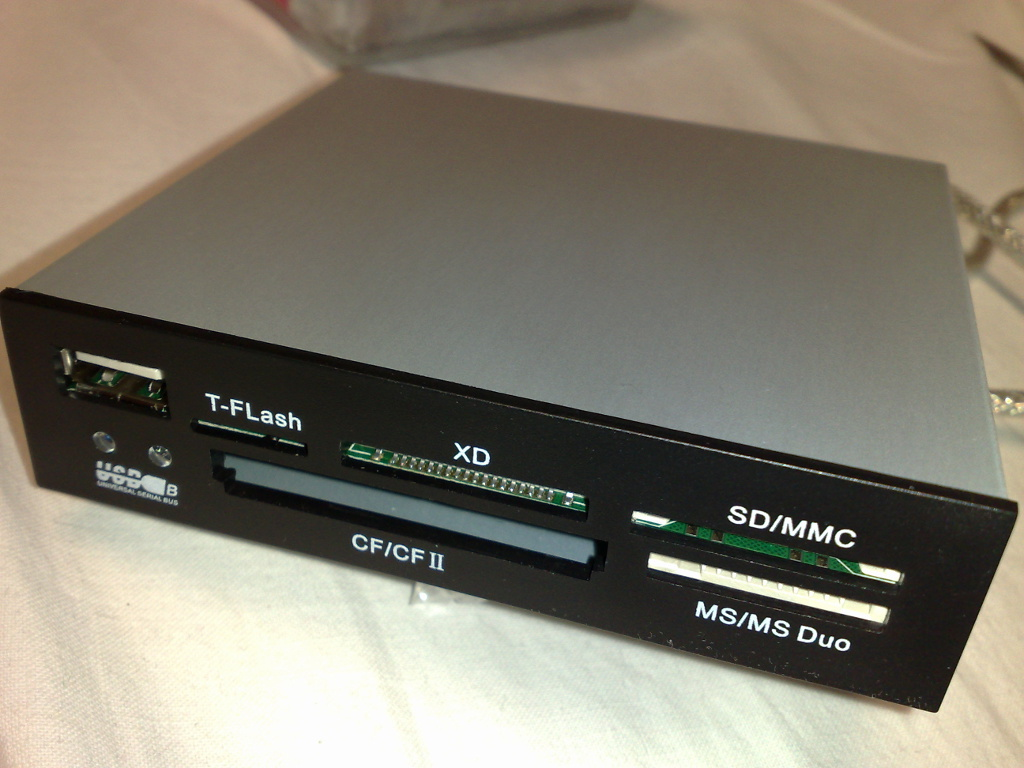
내장 메모리 카드 리더기, 3.5인치 베이 장치

## 같이 보기
- 디바이스 베이
- 디스크 드라이브 폼 팩터 목록

## 주해
1. ↑  남은 하프하이트 베이에는 일반적으로 추가 플로피 드라이브나 하드 디스크 드라이브가 포함되었다.